# Hochschulrecht (Österreich)
Das österreichische Hochschulrecht umfasst alle gesetzlichen Bestimmungen, welche die Bildungseinrichtungen des tertiären Bildungssektors in Österreich betreffen. Teilweise wird das Hochschulrecht in Österreich auch Universitätsrecht genannt, was aber eigentlich nur ein pars pro toto darstellt. Im Zentrum stehen vor allem die Gesetze für die vier verschiedenen Hochschultypen in Österreich:
1. Das Universitätsgesetz (UG) 2002 regelt die öffentlichen Universitäten.[1] Das UG 2002 hat das Universitäts-Organisationsgesetz (UOG) von 1993, das Kunstuniversitäts-Organisationsgesetz (KUOG) und das Universitäts-Studiengesetz (UniStG) abgelöst.
2. Das Fachhochschulgesetz (FHG) regelt die Fachhochschulen (FH).[2] Bis 2021 trug dieses Gesetz den Titel Fachhochschul-Studiengesetz (FHStG).
3. Das Hochschulgesetz (HG) 2005 regelt die Pädagogischen Hochschulen (PH).[3]
4. Das Privathochschulgesetz (PrivHG) regelt die Privathochschulen bzw. Privatuniversitäten. Das PrivHG hat Anfang 2021 das Privatuniversitätengesetz (PUG) abgelöst.

Als gemeinsame Rechtsgrundlage für die Akkreditierung und Zertifizierung von Hochschulen und deren Studiengängen fungiert das Hochschul-Qualitätssicherungsgesetz (HS-QSG). Es hat 2012 u. a. das Universitätsakkreditierungsgesetz (UniAkkG) abgelöst.
Die Aktivitäten der gesetzlichen studentischen Standesvertretung Österreichische Hochschülerinnen- und Hochschülerschaft (ÖH) regelt das Hochschülerinnen- und Hochschülerschaftsgesetz (HSG).
Daneben gibt es zahlreiche weitere Gesetze und Verordnungen, die den tertiären Bildungssektor in Österreich regeln, darunter das Studienförderungsgesetz (StudFG), das Bildungsdokumentationsgesetz (BilDokG), die Hochschülerinnen- und Hochschülerschaftswahlordnung (HSWO), die Wissensbilanzverordnung (WBV) u. v. m.